# Rafael Haag
Rafael Haag (n. 6 februarie 1895, satul Colilia, jud. Constanța – d. 15 aprilie 1978, București) a fost un preot romano-catolic german dobrogean, iezuit, deținut politic.
A fost hirotonit preot la Roma în data de 19 aprilie 1919. În anul 1952 a fost condamnat la 18 ani de închisoare, din care a executat 14 ani.
A fost turnat la Securitate de monseniorul Francisc Augustin, conducătorul de facto al Arhidiecezei de București. După eliberarea din închisoare a fost urmărit în continuare de Securitate și intimidat sistematic. În anul 1973 într-o ședință a preoților romano-catolici i s-a reproșat faptul că-i ajută pe preoții greco-catolici aflați în clandestinitate.